# Greg Olley
Greg Thomas Olley (Durham, Anglia, 1996. február 2. –) angol labdarúgó, aki jelenleg a Hull Cityben játszik, szélsőként.

## Pályafutása

### Hull City
Olley a Newcastle United ifiakadémiáján kezdett el futballozni, majd 2015-ben a Hull Cityhez került. Az első csapatban 2016. augusztus 23-án, egy Exeter City ellen 3-1-re megnyert Ligakupa-meccsen mutatkozott be, végigjátszva a találkozót.

## Külső hivatkozások
- Greg Olley pályafutásának statisztikái a Soccerbase oldalon (angolul)